# Мазур Олексій Ігорович
Олексій Ігорович Мазур (1995—2023) — український військовослужбовець, старший солдат бригади АЗОВ НГУ, учасник російсько-української війни. Кавалер ордену «За мужність» ІІІ ступеня.

## Життєпис
Народився 11 березня 1995 в місті Липовець Вінницької області. Маленьким переніс онкологічне захворювання, після чого вирішив, що обов'язково стане лікарем. 
Після закінчення місцевого ліцею вступив до Вінницького коледжу будівництва та архітектури, а потім продовжив навчання у Київському національному університеті будівництва та архітектури . 
Навчаючись заочно в університеті КНУБА, у 2015 році він пішов у добробат «Свята Марія». Брав участь у блокаді Криму.
Не залишав мрії стати кадровим військовим, для цього потрібно було пройти військово-лікарську комісію. Фізичну підготовку здав сам, а аналіз крові попросив здати друга, бо через інвалідність не мав шансів потрапити у військо.
Після вдалого проходження ВЛК вступив на службу до В/Ч 3018 м. Гостомель.
Перебуваючи на службі, успішно завершив навчальний курс «Медик військ спеціального призначення» по НАТОвській програмі. Обрав службу військовим медиком, фельдшером відділення збору та евакуації поранених медичної роти у бригаді спец.призначення «АЗОВ» аби бути максимально корисним у самій гущі подій.
Брав участь в антитерористичній операції та операції обʼєднаних сил.
В боях за Світлодарську Дугу був нагороджений відзнакою Національної Гвардії України «За доблесну службу».
Пройшов конкурсний відбір у прикордонний загін спеціального призначення “ДОЗОР”.
Успішно проходив курси та вдосконалював свої професійні навички і фізичну підготовку, любив велоспорт, гірські походи та займався джиу-джитсу.
22 лютого 2022 року переніс складну операцію на коліні, у результаті якої, комісія ВЛК дала заключення «обмежено придатний», але це його не спиняло, він рвався на позиції до своїх побратимів і прагнув виконувати важливу роботу. Тимчасово працював інструктором з тактичної медицини у прикордонному загоні в Могилеві-Подільському. Став досвідченим парамедиком, професіоналом своєї справи. За роки служби врятував сотні життів. За кожне з них боровся з усіх сил і до самого кінця. 
Восени 2022 року за рапортом був переведений у медичну роту групи "Азов", де займався підготовкою новобранців та брав участь у бойових діях. Повернувся до своїх основних обовʼязковів у В/Ч 3057.
У березні 2023 одружився.
Загинув 08.06.2023 у селі Мала Токмачка Запорізької області, виконуючи свій військовий обовʼязок. Снаряд влучив у авто медичної евакуації. Похований в місті Липовець. Мав останнє прохання: якщо загине, то нехай на прощанні із ним лунає пісня Nokturnal Mortum «Україна» .
12 червня відбулось у Михайлівському Золотоверхому соборі.
13 червня, у місті Липовець Вінницької області о 10 годині відбулося поховання.
Був єдиною дитиною у матері, а у шлюбі не пробув і трьох місяців.

## Нагороди
- Відзнака «За доблесну службу»
- Відзнака Президента України «За участь в антитерористичній операції»
- Нагрудний знак «Учасник АТО»
- Орден «За мужність» ІІІ ступеня (посмертно) [5]
- «Учасник бойових дій»